# Alizée
Alizée Jacotey (født 31. august 1984), professionelt kendt som Alizée, er en fransk sanger, danser og musiker. Hun er født og opvokset i Ajaccio, Korsika.
Hun blev opdaget af Mylène Farmer, efter hun havde vundet talentshowet Graines de star i 1999. Mens hun samarbejdede med Mylène Farmer og Laurent Boutonnat udgav hun en række album, der opnåede stor popularitet i hjemlandet ved at skubbe grænserne for teksternes indhold i populærmusik og billederne i hendes musikvideoer, der blev sendt på bl.a. NRJ, Europe 1, MTV, Virgin Radio og mange andre. Igennem hendes karriere har mange af hendes sange opnået placeringer i Top 25, inklusive "Moi... Lolita", "L'Alizé", "J'en ai marre!", "Gourmandises", "Mademoiselle Juliette", hendes coverversion af "La Isla Bonita", "Parler tout bas", "Les collines" og "À cause de l'automne".
Ifølge IFPI og SNEP er Alizée en af de bedst sælgende kvindelige kunstnere i 2000-tallet, og hun er også den sanger, der har størst eksport uden for Frankrig. Alizée startede i musikbranchen i 2000. Hun har siden udgivet seks studiealbums, hvoraf de første to blev komponeret af Laurent Boutonnat og skrevet af Mylène Farmer. Hendes første album var Gourmandises, som opnåede platin-certificernig inden for tre måneder efter udgivelsen. Efter den internationale udgivelse i 2001 blev  Gourmandises en succes i både Frankrig og i udlandet, og hun blev den bedst sælgende kvindelige fransk sanger fra 2001. Albummet indeholdt hendes mest succesfulde single, "Moi... Lolita", der nåede førstepladsen på adskillige hitlister i både Europa og Asien, og i Storbritannien blev nummeret anerkendt af New Musical Express som tildelte det "Single of the Week" award. Det blev et sjældent eksempel på en højt placeret sang på den engelske singlehitliste på et andet sprog en engelsk, hvor den toppede som nummer 9.
I 2003 fulgte hendes andet album Mes Courants Électriques, hvorefter Alizée turnerede i efteråret 2003 og optrådte med 43 koncerter i Frankrig, Belgien og Schweiz. Siden har hun udgivet Psychédélices (2007), Une enfant du siècle (2010), 5 (2013) og hendes seneste album er Blonde (2014).
Desuden har hun inspireret Female Night Elf-racens danserutine i spillet World of Warcraft af firmaet Blizzard.

## Diskografi
- Gourmandises (2000)
- Mes Courants Électriques (2003)
- Psychédélices (2007)
- Une enfant du siècle (2010)
- 5 (2013)
- Blonde (2014)